# 1997 en littérature
| Années de la littérature : 1994 - 1995 - 1996 - 1997 - 1998 - 1999 - 2000    |
| Décennies de la littérature : 1960 - 1970 - 1980 - 1990 - 2000 - 2010 - 2020 |

Cet article présente les faits marquants de l'année 1997 en littérature.

## Événements
- L'éditrice Sophie de Sivry crée les Éditions de l'Iconoclaste au 3 rue Rollin à Paris. La maison déménagera en 2010.
- Une collection nommée « Poètes de brousse » apparaît au sein des Éditions des Intouchables au Canada, sous l'impulsion de Jean-François Poupart et Kim Doré. L'éditeur et l'éditrice l'autonomiseront sept ans plus tard et en feront une maison d'édition à part entière du même nom, en l'an 2004.

## Presse
- Parution du magazine de mode Jalouse des éd. Jalou.
- Revue ARTnord (première année de parution).

## Parutions

### Biographies, récits et souvenirs
1. Margarete Buber-Neumann, Milena, éd. Le Seuil, coll. Points. Biographie de Milena Jesenska
2. François Caradec, Alphonse Allais, éd. Fayard
3. Danièle Mazet-Delpeuch, Carnets de cuisine du Périgord à l’Élysée, éd, N°1. La cuisinière privée du président François Mitterrand
4. Patrick Rödel (philosophe) : Spinozza, le masque de la sagesse, biographie imaginaire, éd. Climats.

### Essais
1. Étienne Barilier, B-A-C-H, histoire d'un nom dans la musique, éd. Zoé.
2. Louis Chevalier, L'Assassinat de Paris, éd. Ivrea.
3. Thérèse Delpech, L'Héritage nucléaire, éd. Complexe.
4. Andrea Dworkin, Life and death : Unapologetic Writings on the Continuing War Against Women, New York, Free Press, 1997  (ISBN 0684835126)
5. Catharine MacKinnon et Andrea Dworkin, In harm's way : the pornography civil rights hearings, Cambridge, Mass, Harvard University Press, 1997  (ISBN 0674445791)
6. Éditions Ivrea et Encyclopédie des Nuisances, George Orwell devant ses calomniateurs.
7. Bernard-Henri Lévy, Comédie.
8. Lopez de Ocariz, Pays basque roman, éd. Zodiaque, coll. La Nuit des temps, 335 p.
9. Jean-Marie Pelt, Les Plantes en péril, éd. Fayard.
10. Michel Rocard avec Janine Garrisson, L’art de la paix/l’Édit de Nantes

#### Histoire
1. Laurent Deshayes, Histoire du Tibet, éd. Fayard.
2. Claude Guy, En écoutant de Gaulle, journal 1946-1949, éd. Grasset.
3. Boris Souvarine, L'URSS en 1930, éd. Ivrea.

#### Littérature
1. Michel Bounan, L'Art de Céline et son temps, éd. Allia.
2. Philippe Delerm, La Première gorgée de bière.
3. Georges Dumézil, Du mythe au roman, éd. Quadrige / Presses universitaires de France, 208 p..
4. Louis-René des Forêts, Ostinato, éd. Mercure de France.
5. Jean-Philippe Miraud, Le Personnage de roman : genèse, continuité, rupture, éd. Nathan Université, collection 128, 128 p..

#### Politique
1. Collectif, Le Livre noir du communisme, éd. Robert Laffont
2. Marcel Fournier, Écrits politiques, éd. Fayard. Les écrits politiques de l’anthropologue Marcel Mauss (1872-1950).
3. Bernard Noël, la Castration mentale, P.O.L
4. Ignacio Ramonet, Géopolitique du chaos, éd. Galilée
5. Jaime Semprun, L'Abîme se repeuple, Éditions de l'Encyclopédie des Nuisances
6. Mario Vargas Llosa, Les Enjeux de la liberté

#### Politique en France
1. Jean-Marie Domenach, Regarder la France : Essai sur le malaise français, Paris, Éditions Perrin, 1997, 204 p. (ISBN 978-2-262-01314-1 et 2-262-01314-4).
2. Pascal Perrineau, Le Symptôme Le Pen. Radiographie des électeurs du Front national. éd. Fayard.

### Livres pour adolescents
1. Anne Fine, Véronique Deiss (illustrations), Journal d'un chat assassin, éd. L’École des loisirs, coll. La Mouche de poche, 78 p..
2. Christian Poslaniec et François Crozat, Le Roman de Renart, éd. Milan, 68 p.. Adaptation théâtrale.
3. J.K. Rowling, Harry Potter, tome 1. L'école des sorciers.

### Nouvelles
1. Alain Spiess (1940-2008) : Pourquoi. Prix Renaissance de la Nouvelle.
2. Alejandro Jodorowsky : La Sagesse des contes.

### Récits
1. Margarete Buber-Neumann, Déportée à Ravensbruck : Prisonnière de Staline et d'Hitler, éd. Le Seuil, coll. Points.

### Romans
Tous les romans parus en 1997

#### Auteurs francophones
1. Frédéric Beigbeder : L'amour dure trois ans, éd. Grasset
2. Raymond Bozier, Lieu-dit, éd. Calmann-Lévy – Prix du premier roman
3. Jean Echenoz, Un an, Les Éditions de Minuit
4. Alexandre Micha, Robert le diable. Roman du XIIe siècle, éd. Flammarion
5. Patrick Rambaud, La Bataille – Grand prix du roman de l'Académie française
6. Jean-Christophe Rufin : L'Abyssin, éd. Gallimard – Prix Goncourt du premier roman et le prix Méditerranée
7. Olivier Charneux, Les dernières volontés, éd. Stock

#### Auteurs traduits
1. Fatos Kongoli, Le Paumé, éd. Payot & Rivages.
2. Luis Sepúlveda, Le Vieux qui lisait des romans d'amour, traduit par François Maspéro, éd. Le Seuil, coll. Points, 120 p.. Roman écologique.

### Poésie
1. Matilde Camus, poète espagnole publie Mundo interior ("Monde intérieur").
2. Wisława Szymborska, Je ne sais quelles gens, éd. Fayard, coll. Poésie. Prix Nobel de littérature de 1996.

### Théâtre
1. 10 décembre : Dans le discours pour la réception du Prix Nobel de littérature qu'il prononce à Stockholm, Dario Fo rend un hommage appuyé à un dramaturge vénitien du XVIe siècle, Angelo Beolco, dit Ruzzante, qu'il considère comme son « plus grand maître avec Molière » et auquel il dédicace son prix : « un extraordinaire homme de théâtre de ma terre, peu connu … même en Italie. Mais qui est sans aucun doute le plus grand auteur de théâtre que l'Europe ait connu pendant la Renaissance avant l'arrivée de Shakespeare[1]. » Il insiste sur la qualité du théâtre de Ruzzante, qu'il considère comme « le vrai père de la Commedia dell'arte, qui inventa un langage original, un langage de et pour le théâtre, basé sur diverses langues : les dialectes de la Vallée du Pô, des expressions en latin, en espagnol, même en allemand, le tout mélangé avec des onomatopées de sa propre invention[1]. »

### Livres d'Art et sur l'Art
1. James Lord : Giacometti : biographie, Nil éditions, 1997.

### Bande dessinée
Tous les albums de BD sorti en 1997

## Décès
- avril : Marie-Thérèse Colimon Hall, poétesse, dramaturge et écrivaine haïtienne, 79 ans.
- 2 août : William S. Burroughs, écrivain américain, 83 ans
- 19 septembre : Józef Bielawski, arabisant polonais, 87 ans.

## À consulter
Romans parus en 1997